# Red Bull MotoGP Rookies Cup 2019
Der Red Bull MotoGP Rookies Cup 2019 war der 13. in der Geschichte des FIM-Red Bull MotoGP Rookies Cups.
Es wurden zwölf Rennen bei sieben Veranstaltungen ausgetragen.
Gesamtsieger wurde Carlos Tatay aus Spanien.

## Punkteverteilung
Meister wurde derjenige Fahrer, der bis zum Saisonende die meisten Punkte in der Meisterschaft gesammelt hatte. Bei der Punkteverteilung wurden die Platzierungen im Gesamtergebnis des jeweiligen Rennens berücksichtigt. Die 15 erstplatzierten Fahrer jedes Rennens erhielten Punkte nach folgendem Schema:
Weltmeister wird derjenige Fahrer beziehungsweise der Hersteller, der bis zum Saisonende die meisten Punkte in der Weltmeisterschaft angesammelt hat. Bei der Punkteverteilung werden die Platzierungen im Gesamtergebnis des jeweiligen Rennens berücksichtigt. Die fünfzehn erstplatzierten Fahrer jedes Rennens erhalten Punkte nach folgendem Schema:
| Punkteverteilung | Punkteverteilung | Punkteverteilung | Punkteverteilung | Punkteverteilung | Punkteverteilung | Punkteverteilung | Punkteverteilung | Punkteverteilung | Punkteverteilung | Punkteverteilung | Punkteverteilung | Punkteverteilung | Punkteverteilung | Punkteverteilung | Punkteverteilung |
| ---------------- | ---------------- | ---------------- | ---------------- | ---------------- | ---------------- | ---------------- | ---------------- | ---------------- | ---------------- | ---------------- | ---------------- | ---------------- | ---------------- | ---------------- | ---------------- |
| Platz            | 1                | 2                | 3                | 4                | 5                | 6                | 7                | 8                | 9                | 10               | 11               | 12               | 13               | 14               | 15               |
| Punkte           | 25               | 20               | 16               | 13               | 11               | 10               | 9                | 8                | 7                | 6                | 5                | 4                | 3                | 2                | 1                |

In die Wertung kamen alle erzielten Resultate.

## Rennkalender
| Nr. | Lauf | Datum         | Lauf        | Strecke                                                      | Streckenlayout |
| --- | ---- | ------------- | ----------- | ------------------------------------------------------------ | -------------- |
| 1   | 1    | 4. Mai        | Spanien     | Circuito de Jerez (Jerez de la Frontera)                     |                |
| 1   | 2    | 5. Mai        | Spanien     | Circuito de Jerez (Jerez de la Frontera)                     |                |
| 2   | –    | 1. Juni       | Italien     | Autodromo Internazionale del Mugello (Scarperia e San Piero) |                |
| 3   | 1    | 29. Juni      | Niederlande | TT Circuit Assen (Assen)                                     |                |
| 3   | 2    | 30. Juni      | Niederlande | TT Circuit Assen (Assen)                                     |                |
| 4   | 1    | 6. Juli       | Deutschland | Sachsenring (Hohenstein-Ernstthal)                           |                |
| 4   | 2    | 7. Juli       | Deutschland | Sachsenring (Hohenstein-Ernstthal)                           |                |
| 5   | 1    | 10. August    | Österreich  | Red Bull Ring (Spielberg)                                    |                |
| 5   | 2    | 11. August    | Österreich  | Red Bull Ring (Spielberg)                                    |                |
| 6   | –    | 14. September | San Marino  | Misano World Circuit Marco Simoncelli (Misano Adriatico)     |                |
| 7   | 1    | 21. September | Aragonien   | Motorland Aragón (Alcañiz)                                   |                |
| 7   | 2    | 22. September | Aragonien   | Motorland Aragón (Alcañiz)                                   |                |

## Rennergebnisse
|   | Lauf | Datum  | Rennen      | Strecke       | Platz 1         | Platz 2         | Platz 3         | Pole-Position  | Schn. Rennrunde | Gesamtführender Fahrer |
| - | ---- | ------ | ----------- | ------------- | --------------- | --------------- | --------------- | -------------- | --------------- | ---------------------- |
| 1 | 1    | 07.05. | Spanien     | Jerez         | Yuki Kunii      | Carlos Tatay    | Barry Baltus    | Yuki Kunii     | Barry Baltus    | Yuki Kunii             |
| 1 | 2    | 05.05. | Spanien     | Jerez         | Carlos Tatay    | Yuki Kunii      | Matteo Bertelle | Yuki Kunii     | Carlos Tatay    | Carlos Tatay           |
| 2 | –    | 01.06. | Italien     | Mugello       | Carlos Tatay    | Pedro Acosta    | Haruki Noguchi  | Yuki Kunii     | Carlos Tatay    | Carlos Tatay           |
| 3 | 1    | 29.06. | Niederlande | Assen         | Carlos Tatay    | Pedro Acosta    | Haruki Noguchi  | Carlos Tatay   | Barry Baltus    | Carlos Tatay           |
| 3 | 2    | 30.06. | Niederlande | Assen         | Carlos Tatay    | David Salvador  | Barry Baltus    | Carlos Tatay   | Max Cook        | Carlos Tatay           |
| 4 | 1    | 06.07. | Deutschland | Sachsenring   | Pedro Acosta    | Yuki Kunii      | Carlos Tatay    | Yuki Kunii     | Max Cook        | Carlos Tatay           |
| 4 | 2    | 07.07. | Deutschland | Sachsenring   | Yuki Kunii      | Carlos Tatay    | Max Cook        | Yuki Kunii     | Pedro Acosta    | Carlos Tatay           |
| 5 | 1    | 10.08. | Österreich  | Red Bull Ring | Pedro Acosta    | Billy Van Eerde | Haruki Noguchi  | Álex Escrig    | Carlos Tatay    | Carlos Tatay           |
| 5 | 2    | 11.08. | Österreich  | Red Bull Ring | Haruki Noguchi  | Carlos Tatay    | Billy Van Eerde | Álex Escrig    | Gabin Planques  | Carlos Tatay           |
| 6 | –    | 14.09. | San Marino  | Misano        | Pedro Acosta    | David Salvador  | Carlos Tatay    | Haruki Noguchi | Marcos Uriarte  | Carlos Tatay           |
| 7 | 1    | 21.09. | Aragonien   | Aragón        | Billy Van Eerde | Haruki Noguchi  | Álex Escrig     | Marcos Uriarte | Max Cook        | Carlos Tatay           |
| 7 | 2    | 22.09. | Aragonien   | Aragón        | David Salvador  | Billy Van Eerde | Marcos Uriarte  | Marcos Uriarte | Artem Maraev    | Carlos Tatay           |

## Fahrerwertung
| Pos. | Fahrer                  | Spanien | Spanien | Italien | Niederlande | Niederlande | Deutschland | Deutschland | Osterreich | Osterreich | San Marino | Aragonien | Aragonien | Gesamt |
| Pos. | Fahrer                  | L1      | L2      | Italien | L1          | L2          | L1          | L2          | L1         | L2         | San Marino | L1        | L2        | Gesamt |
| ---- | ----------------------- | ------- | ------- | ------- | ----------- | ----------- | ----------- | ----------- | ---------- | ---------- | ---------- | --------- | --------- | ------ |
| 1    | Carlos Tatay            | 2       | 1       | 1       | 1           | 1           | 3           | 2           | 14         | 2          | 3          |           |           | 194    |
| 2    | Pedro Acosta            | DNS     | DNS     | 2       | 2           | 15          | 1           | 4           | 1          | 5          | 1          | 4         | 7         | 162    |
| 3    | Haruki Noguchi          | 6       | 5       | 3       | 3           | Ret         | 4           | Ret         | 3          | 1          | 4          | 2         | 5         | 151    |
| 4    | David Salvador          | 4       | 6       | 4       | 5           | 2           | Ret         | 8           | Ret        | 16         | 2          | Ret       | 1         | 120    |
| 5    | Lorenzo Fellon          | 5       | 11      | 5       | 6           | 7           | 5           | 7           | 5          | 10         | 6          | 6         | 4         | 116    |
| 6    | Billy Van Eerde         | Ret     | Ret     | Ret     | Ret         | 9           | 6           | 6           | 2          | 3          | 14         | 1         | 2         | 110    |
| 7    | Yuki Kunii              | 1       | 2       | Ret     | 7           | 6           | 2           | 1           |            |            |            |           |           | 109    |
| 8    | Jason Dupasquier        | 7       | 4       | 6       | 8           | 5           | 8           | 5           | 7          | 8          | 7          | Ret       | 10        | 102    |
| 9    | Max Cook                | 11      | 8       | 13      | Ret         | 4           | 9           | 3           | 10         | 9          | 11         | 7         | 12        | 83     |
| 10   | Marcos Uriarte          | 8       | 7       | Ret     | 4           | 8           | 7           | 10          | 15         | 20         | 5          | Ret       | 3         | 81     |
| 11   | Álex Escrig             | 12      | 9       | 12      | Ret         | 13          | 10          | 9           | 19         | DNS        | 9          | 3         | 9         | 61     |
| 12   | Barry Baltus            | 3       | Ret     | 8       | Ret         | 3           | DNS         | DNS         | 8          | 12         | Ret        | Ret       | 8         | 60     |
| 13   | Zonta van den Goorbergh | 13      | 14      | 15      | 9           | 10          | 14          | 13          | 6          | 6          | 12         | 13        | 13        | 54     |
| 14   | Matteo Bertelle         | 16      | 3       | Ret     | Ret         | DNS         | 11          | 12          | 9          | 11         | 8          | Ret       | 11        | 50     |
| 15   | Gabin Planques          | 17      | 17      | 16      | 13          | 17          | 12          | 11          | 4          | 7          | Ret        | 8         | 14        | 44     |
| 16   | Mario Aji               | 10      | 10      | 14      |             |             |             |             | Ret        | 15         | 10         | 5         | 6         | 42     |
| 17   | Artem Maraev            | 14      | 16      | 11      | 10          | 12          | 17          | 15          | 12         | 17         | 13         | Ret       | 15        | 26     |
| 18   | Clément Rougé           | 9       | 13      | 7       | 16          | 16          | 13          | Ret         | Ret        | 13         | 16         | Ret       | 21        | 25     |
| 19   | Daijiro Sako            |         |         | 17      | 14          | 14          | 16          | 14          | 11         | 14         | 15         | 9         | 17        | 21     |
| 20   | Adrián Huertas          | DNS     | DNS     | 9       |             |             |             |             | 16         | 4          |            |           |           | 20     |
| 21   | Nicolás Hernández       | Ret     | 12      | 10      | Ret         | 11          | Ret         | DNS         | 17         | 21         | Ret        |           |           | 15     |
| 22   | Phillip Tonn            | 19      | 18      | Ret     | 12          | 20          | 15          | Ret         | 13         | 19         | 17         | 10        | 16        | 14     |
| 23   | Tyler Scott             | 20      | 19      | 18      | 11          | 19          | 19          | 17          |            |            | 18         | 12        | 19        | 9      |
| 24   | Noah Dettwiler          | 15      | Ret     | 19      | Ret         | 18          | 18          | 16          | 18         | 18         | 19         | 11        | 18        | 6      |
| 25   | Aidan Liebenberg        | 18      | 15      | Ret     | 15          | 21          | DNS         | Ret         | 20         | 22         | 20         | 14        | 20        | 4      |

| Farbe         | Bedeutung                               |
| ------------- | --------------------------------------- |
| Gold          | Sieger                                  |
| Silber        | 2. Platz                                |
| Bronze        | 3. Platz                                |
| Grün          | Platzierung in den Punkten              |
| Blau          | Klassifiziert außerhalb der Punkteränge |
| Violett       | Rennen nicht beendet (DNF)              |
| Violett       | nicht klassifiziert (NC)                |
| Rot           | nicht qualifiziert (DNQ)                |
| Schwarz       | disqualifiziert (DSQ)                   |
| Weiß          | nicht am Start (DNS)                    |
| Weiß          | zurückgezogen (WD)                      |
| Weiß          | Rennen abgesagt (C)                     |
| ohne Farbe    | nicht am Training teilgenommen (DNP)    |
| ohne Farbe    | verletzt oder krank (INJ)               |
| ohne Farbe    | ausgeschlossen (EX)                     |
| ohne Farbe    | nicht erschienen (DNA)                  |
| fett          | Pole-Position                           |
| kursiv        | Schnellste Rennrunde                    |
| unterstrichen | WM-Führung                              |
| hochgestellt  | Platzierung im Sprintrennen             |